# Seneca (hrabstwo Shawano)
Seneca – miasto w Stanach Zjednoczonych, w stanie Wisconsin, w hrabstwie Shawano.